# Anna Kallistová
Anna Kallistová  est une ancienne joueuse volley-ball tchèque, née le 30 octobre 1982. Elle mesure 1,89 m et jouait au poste de centrale. Elle a totalisé 64 sélections en équipe de République tchèque.

## Clubs
| Club            | De        | À         |
| --------------- | --------- | --------- |
| SK Slavia Praha | 2001-2002 | 2007-2008 |
| PVK Olymp Praha | 2008-2009 | 2011-2012 |

## Palmarès
- Championnat de République tchèque
  - Finaliste : 2006, 2012.